# Val de Bagnes (gmina)
Val de Bagnes – miejscowość i gmina (commune) w południowej Szwajcarii, w kantonie Valais, w okręgu (district) Entremont. Leży nad rzeką Dranse. Powstała 1 stycznia 2021 w wyniku połączenia gmin Bagnes i Vollèges.

## Demografia
W Val de Bagnes mieszkają 10 693 osoby. W 2022 roku 29% populacji gminy stanowiły osoby urodzone poza Szwajcarią. 

## Transport
Przez teren gminy przebiegają drogi główne nr 21 i nr 205. 